# Estadio Metropolitano Ciudad de Itagüí
Das Estadio Metropolitano Ciudad de Itagüí, auch als Estadio de Ditaires bekannt, ist ein Fußballstadion in der kolumbianischen Gemeinde Itagüí im Departamento Antioquia in der Nähe von Medellín. Es bietet Platz für 12.000 Zuschauer und dient dem kolumbianischen Erstligisten Leones FC als Heimstätte.

## Geschichte
| Estadio Metropolitano Ciudad de Itagüí |

| Lokalisierung von Antioquia in Kolumbien |

Das Estadio Metropolitano Ciudad de Itagüí wurde 1994 erbaut. Das Stadion verfügt auch über eine Laufbahn für Leichtathletik-Wettkämpfe.
Bei den Südamerikaspielen 2010 in Medellín wurden einige Wettbewerbe im Stadion in Itagüí ausgetragen. 
Das Stadion diente von 2008 bis 2014 dem Verein Itagüí FC als Heimstätte, der 2011 in die erste Liga aufstieg. Der Verein zog 2014 nach Pereira um und spielt seit 2015 als Rionegro Águilas in Rionegro. Der Umzug von Itagüí FC erfolgte aufgrund von Konflikten zwischen der Stadtverwaltung von Itagüí und dem Verein, die erst 2016 beigelegt werden konnten.
Seit 2016 spielt Leones FC in Itagüí. Der Verein, der vorher in Rionegro, Bello, Turbo und Envigado ansässig war, stieg 2017 in die erste Liga auf.